# Eforie
Eforie è una città della Romania di 9 856 abitanti, ubicata nel distretto di Costanza, nella regione storica della Dobrugia.
La città è suddivisa in due parti, Eforie Nord ed Eforie Sud, unite da uno stretto istmo di terra che separa il Mar Nero e il lago Techirghiol.
Eforie è una delle più note stazioni balneari del litorale del Mar Nero.